# Pleschberg
Der Pleschberg (auch die Plesch) ist ein 1720 m ü. A. hoher Berg in den Haller Mauern, einer Gruppe der Ennstaler Alpen. Der Berg befindet sich im Gemeindegebiet von Ardning und Admont in der Steiermark. Die Gemeindegrenze verläuft von Nord nach Süd über den Gipfel. Der breit kegelförmige Berg fällt nach allen Seiten mit steilen Hängen ins Tal ab. Im Norden ist er mit einem Sattel mit den Pyhrgasgatterl verbunden. Der Name leitet sich vom slowenischen pleš („kahl, unbewaldet“) ab und verweist auf die unbewaldete Gipfelkuppe.

## Geologie
Aufgrund der starken Tektonisierung der Werfen-Formation neigen die steilen Flanken der Nord- und Ostseite zu Rutschungen. Die größte zurzeit aktive Massenbewegung findet im Griesgraben statt. Die Abrisskante befindet sich in rund 1400 m ü. A.. Der Schuttstrom erstreckt sich bis zum Zirnitzsattel nordwärts bis auf etwa 700 m ü. A.

## Nutzung
Der Pleschberg ist im Besitz des Stifts Admont und wird forstwirtschaftlich intensiv genutzt. Monokulturen der Fichten prägen das Landschaftsbild. Der Berg ist mit einem dichten Netz aus Forststraßen durchzogen.
Im 16. Jahrhundert betrieb das Stift Admont einen Bergbau auf silberspätiges Kupfer. Der Abbau erfolgte in drei Stollen: Dem Erhardi-, dem Dreikönig und dem Reichentroststollen.

## Wandern
Wanderwege führen von Frauenberg im Süden und von Zirnitz im Osten auf den Pleschberg. Er ist wegen seiner schönen Aussicht auf den Hauptkamm der Haller Mauern und die Gesäuseberge ein beliebter Wanderberg. Am Gipfel befindet sich ein Gipfelkreuz.